# Palácio Rosenau
O Palácio Rosenau (em alemão: Schloss Rosenau) é um antigo castelo, convertido posteriormente em casa de campo, localizado entre as cidades de Coburgo e Rödental, na Baviera, Alemanha. 
A construção talvez seja mais conhecida como o local de nascimento e da infância do príncipe Alberto de Saxe-Coburgo-Gota, que tornou-se consorte da rainha Vitória do Reino Unido, em 1840.